# Desmostachys planchoniana
Desmostachys planchoniana är en tvåhjärtbladig växtart som beskrevs av John Miers. Desmostachys planchoniana ingår i släktet Desmostachys och familjen Icacinaceae. Inga underarter finns listade i Catalogue of Life.